# Put Your Back N 2 It
Put Your Back N 2 It è il secondo album in studio del cantante statunitense Perfume Genius, pubblicato nel 2012.

## Tracce
1. AWOL Marine – 2:48
2. Normal Song – 3:13
3. No Tear – 1:49
4. 17 – 2:30
5. Take Me Home – 2:40
6. Dirge – 3:16
7. Dark Parts – 3:09
8. All Waters – 2:10
9. Hood – 2:00
10. Put Your Back N 2 It – 3:10
11. Floating Spit – 3:15
12. Sister Song – 2:26

Tracce Bonus
1. Katie – 3:18
2. Rusty Chains – 3:20